# Ghillies

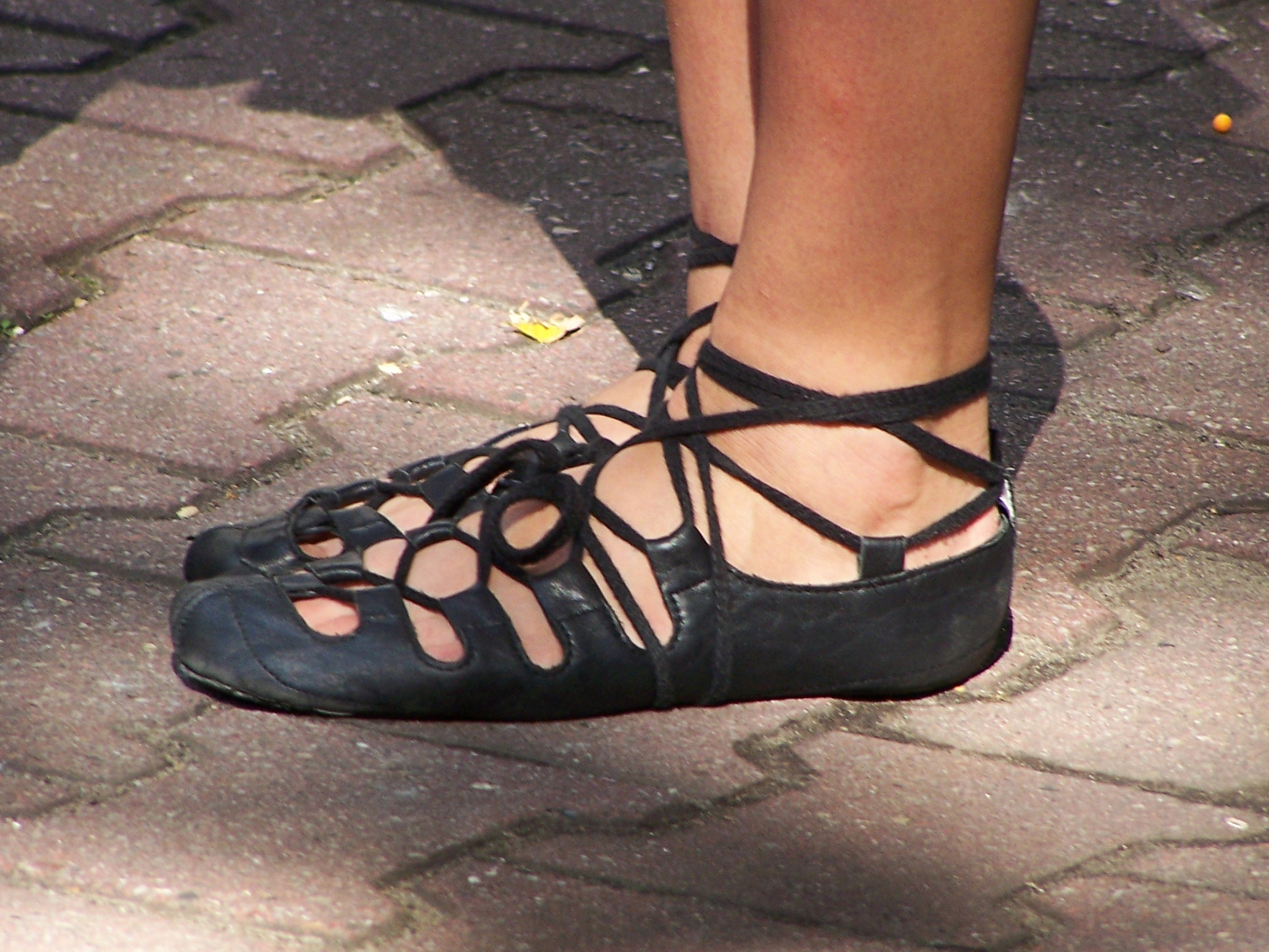
Irische Ghillies

Ghillies sind weiche Schuhe, die bei verschiedenen irischen und schottischen Tänzen getragen werden.
Andere Bezeichnungen sind light shoes, pomps, pumps und soft shoes.
Die den Trainingsschuhen beim Ballett sehr ähnlichen Schuhe werden beim irischen Céilí-Tanz von Frauen, beim Scottish Country Dance und Highland Dancing von Frauen und Männern getragen.

## Material
Ghillies sind fast immer aus weichem Leder hergestellt, das sich der Form des Fußes anpasst. Geschnürt werden sie mit langen Schuhbändern, die im Zickzack zwischen den Ösen an der Vorderseite des Fußes verlaufen. Manchmal werden die Bänder auch in einer Schlaufe unter der Sohle durchgezogen.
Die Sohle ist ebenfalls aus Leder und erstreckt sich meist über die gesamte Länge der Unterseite, manchmal wird eine geteilte Sohle aus ovalen Lederflecken unter dem Ballen- und Fersenbereich verwendet. Ghillies sind meistens (aber nicht zwingend) schwarz.
Schottische Ghillies haben normalerweise Ösen, während bei irischen Ghillies meist die vorstehenden Enden des Leders zu einer Schlaufe umgenäht sind, um die Schuhbänder durchzuziehen.